# 고용보험제
고용보험제(雇用保險制)는 국가가 실직자에게 실업보험금을 지급하고, 근로자의 능력을 수시로 파악해 산업현장에 재배치하는 제도로 그 비용은 노동자, 사용자, 정부가 부담한다. 대한민국은 1995년 도입하였다. 대한민국에서 도입·실시되고 있는 각종 사회보험에는 1964년부터 도입·실시된 산재보험을 비롯해 의료보험(1977), 국민연금(1988), 고용보험(1995) 등이 있다.

## 같이 보기
- 보험